# Lucien Thiel
Lucien Thiel (Ciutat de Luxemburg, 14 de febrer de 1943 – 25 d'agost de 2011) fou un polític i periodista luxemburguès. Va ser membre del Partit Popular Social Cristià (CSV) i va encapçalar el seu grup a la Cambra de Diputats de l'1 de març de 2011 fins a la seva mort sobtada sis mesos més tard.
Thiel va estudiar periodisme a la universitat. De 1967 a 1979, Thiel va ser l'editor de Revue abans de convertir-se en l'editor en cap de d'Lëtzebuerger Land, una posició que va ocupar de 1980 a 1989. De 1990 a 2004 va ser director de l'Associació dels Banquers de Luxemburg. De 2000 a 2002, Thiel va ser el president del Consell Econòmic i Social del govern.
Thiel va concórrer a les eleccions legislatives luxemburgueses de 2004 en representació del CSV per a la circumscripció central. Va rebre 16.646 vots i va ser el sisè candidat més votat del partit, cosa que li va permetre ser fàcilment elegit. En les eleccions locals de 2005 també va ser nomenat regidor de l'Ajuntament de la Ciutat de Luxemburg. En les eleccions legislatives de 2009, Thiel va ser el cinquè més votat de la llista del CSV, amb 20.799 vots, i va ser reelegit. Va tenir un interès significatiu en matèria econòmica, en particular en la protecció de les pensions i la resposta a la crisi financera de finals del 2000. Va ser elegit president del grup del CSV a la Cambra de Diputats el febrer de 2011, en substitució de Jean-Louis Schiltz. Sis mesos després d'estar en el càrrec, el 25 d'agost de 2011, Thiel va morir d'un atac de cor.
A més del seu treball polític i periodístic, Thiel va crear la Fundació Kräizbierg per a persones amb discapacitat, de la qual va ser president el 2011. A la seva mort, estava casat i tenia dos fills.